# Wzniesienia Szare
Wzniesienia Szare, Wzniesienie Szare lub Szare – grzbiet górski ciągnący się od Koczego Zamku na wschód, a później na północny wschód po dolinę Bystrej (Kameszniczanki) w Kamesznicy. Kolejno znajdują się w nim szczyty: wierzchołek 808 m, Cypel (761 m), Gryniówki (711 m) i Ślebiodowa Grapa (633 m). Przedłużeniem Wzniesień Szarych na zachód jest grzbiet biegnący od Koczego Zamku do Ochodzitej (895 m). Łączna długość grzbietu od doliny Bystrej w Kamesznicy po Ochodzitą wynosi około 9 km.
W regionalizacji fizycznogeograficznej Polski według Jerzego Kondrackiego grzbiet ten znajduje się w Beskidzie Śląskim, w nowej regionalizacji na Międzygórzu Jabłonkowsko-Koniakowskim.
Wzniesienia Szare mają dwa odgałęzienia. Na Koczym Zamku odgałęzia się od nich na północ grzbiet, który biegnie przez Przełęcz Koniakowską do Karolówki w Beskidzie Śląskim, na Cyplu na południe odgałęzia się grzbiet do Sobczakowej Grapy i Kiczorki. Południowym zboczem grzbietu biegną dwie równoległe drogi: stara droga z Milówki do Istebnej i odcinek drogi ekspresowej S1 (od Milówki do skrzyżowania Laliki). Wzniesienia znajdują się w granicach wsi Koniaków (powiat cieszyński), Kamesznica, Laliki i Szare (powiat żywiecki).
Z Kamesznicy przez cały grzbiet Wzniesień Szarych od Ślebiodowej Grapy po Koczy Zamek biegnie nieznakowana ścieżka, z której w wielu miejscach rozciągają się szerokie widoki. Grzbiet i stoki Wzniesienia Szare częściowo są bezleśne. Dawniej były jeszcze bardziej bezleśne, zajęte przez pola orne, pastwiska i łąki, jednak z powodu nieopłacalności ekonomicznej na części z nich zaprzestano uprawy i wypasu.